# George O. Smith
George Oliver Smith (9 aprilie 1911 –27 mai 1981) (cunoscut sub pseudonimul Wesley Long) a fost un scriitor american de science fiction. A nu se confunda cu George H. Smith, alt scriitor american cunoscut de science fiction.

## Biografie
Smith a fost un contribuitor activ al revistei Astounding Science Fiction de-a lungul Epocii de Aur a științifico-fantasticului din anii 1940.

## Lucrări publicate
- Venus Equilateral (1947) (extinsă ca The Complete Venus Equilateral în 1976)
- Pattern for Conquest (publicată în revistă în 1946, carte în 1949)
- Nomad (1950)
- Operation Interstellar (1950)
- Dark Recess (publicată în revistă în  1951)
- Hellflower (1953)
- Highways in Hiding (publicată în revistă în 1955, carte în 1956, scurtată ca Space Plague în 1957)
- Troubled Star (publicată în revistă în 1953, carte în 1957)[3]
- Fire in the Heavens (1958)
- Path of Unreason (1958)
- "The Undetected" (1959)
- The Fourth "R" (1959, retipărită ca The Brain Machine in 1968)
- Lost in Space (Pierduți în spațiu, 1959)
- Worlds of George O. (1982)

## Legături externe
- George O. Smith la Internet Speculative Fiction Database
- Lucrări de George O. Smith la Proiectul Gutenberg

## Vezi și
- 1981 în științifico-fantastic